# Wysiedlenia Polaków z Oświęcimia
Wysiedlenia Polaków z Oświęcimia – wysiedlenia Polaków oraz Żydów obywateli polskich z okupowanego Oświęcimia oraz przyległych terenów przyłączonych do III Rzeszy w ramach prowincji śląskiej. Wysiedlenia związane były z rozbudową niemieckiego obozu koncentracyjnego Auschwitz-Birkenau i dokonywane były przez Niemców w latach 1940–1943.

## Geneza
Oświęcim został wcielony administracyjnie do III Rzeszy w granice rejencji katowickiej. Po zapadnięciu decyzji o utworzeniu w miejscowości obozu koncentracyjnego Niemcy postanowili usunąć miejscową ludność z najbliższej okolicy planowanego obozu Auschwitz-Birkenau co związane było z niemieckimi planami utworzenia wokół niego tzw. strefy interesów (niem. Interessengebiet). Akcja realizowana była w związku z rozbudową Auschwitz o kolejne podobozy (z powodu przepełnienia obozu macierzystego), a także w celu tworzenia gospodarstw rolnych, rybnych i hodowlanych przeznaczonych dla potrzeb członków personelu SS zarządzających obozem oraz więźniów w nim umieszczonych.
Strefę tą tworzono również w celu izolacji obozu od świata zewnętrznego. Dzięki realizacji tego planu pozbywano się jednocześnie świadków oraz utrudniano miejscowej ludności kontakt z więźniami, a przy tym ograniczano liczbę ewentualnych ucieczek oraz zapobiegano przedostawaniu się informacji na temat obozu do opinii społecznej. Kwestie związane z działalnością niemieckich obozów koncentracyjnych były utrzymywane w głębokiej tajemnicy.

## Historia
Wysiedlenia ludności Oświęcimia odbyły się w paru etapach rozpoczętych już w czerwcu 1940 roku. W pierwszej turze od 19 czerwca 1940 roku zostało wysiedlonych 2000 mieszkańców tak zwanej Osady Barakowej znajdującej się obok przedwojennych koszar Wojska Polskiego oraz budynków Polskiego Monopolu Tytoniowego. Większość budynków, w których zamieszkiwali wysiedleńcy została rozebrana, a pozyskany materiał wykorzystany do rozbudowy obozu. W bezpośrednim sąsiedztwie obozu Auschwitz I rozebrano wówczas ponad sto budynków. Druga fala wysiedleń z Oświęcimia miała miejsce w lipcu 1940 objęła mieszkańców ulic Legionów, Krótkiej oraz Polnej. W listopadzie tego samego roku miało miejsce trzecie wysiedlenie z Oświęcimia, podczas którego usunięto ludność zamieszkałą na lewobrzeżnej dzielnicy – Zasolu. Akcję kontynuowano w marcu oraz kwietniu 1941 i również w tym przypadku po deportacjach wyburzano zabudowania mieszkalne zajmowane przez wysiedleńców, a część z nich oddawano personelowi SS oraz volksdeutschom.
Drugi etap wysiedleń został przeprowadzony w marcu i kwietniu 1941 roku. Miał on związek z rozbudową Auschwitz, budową w Brzezince obozu dla 100 tysięcy jeńców wojennych, budową fabryki kauczuku syntetycznego, a także utworzeniem wokół istniejącego już obozu obszaru przeznaczonego na gospodarstwa rolno-hodowlane oraz rybne przeznaczone dla potrzeb załogi SS. W okresie tym podjęto wysiedlenia z okolicznych wiosek bezpośrednio przylegających do obozu. Wysiedleniami objęto Babice, Brzeszcze – Budy, Rajsko, Brzezinkę, Broszkowice, Pławy i Harmęże. 8 marca 1941 wysiedlono mieszkańców wsi Pławy, których wywieziono do Gorlic. Mieszkańców Boru i Bud (przysiółki Brzeszcz), Harmęża, Rajska, Brzezinki, Babic oraz Broszkowic wywieziono do miejscowości znajdujących się w granicach Generalnego Gubernatorstwa oraz do pobliskich miejscowości na Górnym Śląsku w tym m.in. do Bojszów, Jedliny, Woli, a także znajdujących się w powiecie bielskim (Dankowic, Osieka, Grojca, Monowic i Dworów).
W ten sposób utworzono zaplanowany obszar buforowy o powierzchni 40 km². Dobytek mieszkańców został zarekwirowany, a ich domy zrównane z ziemią. W Pławach i Harmężach zniszczono w ten sposób ponad 90 procent gospodarstw. W Brzezince z kolei z przeszło 500 budynków mieszkalnych istniejących przed wojną zostało jedynie sześć. W Babicach, Broszkowicach, Borze i Rajsku rozebrano ponad 40 procent domów. Część budynków pozostawiono z przeznaczeniem dla rodzin SS-manów pilnujących obozu oraz Niemców zatrudnionych przy budowie fabryki chemicznej należącej do koncernu IG Farben.
W sumie w efekcie masowych wysiedleń z Oświęcimia i okolic usunięto około 17 000 Polaków, całkowicie niszcząc osiem wsi. W samym Oświęcimiu pod koniec kwietnia mieszkało jedynie 7600 ludzi, z czego około 90% stanowili Polacy. Do gett deportowano całą żydowską ludność Oświęcimia – łącznie około 7 tysięcy osób. Od kwietnia 1942 roku po podjęciu przez Niemców decyzji o „ostatecznym rozwiązaniu kwestii żydowskiej” na Konferencji w Wannsee w styczniu 1942 byli oni kierowani do obozów zagłady.

## Po wojnie
Po wojnie mieszkańcy, którzy przeżyli niemiecką okupację, własnymi siłami odbudowali zniszczone wsie. Dochodzenie w sprawie wysiedleń z Oświęcimia oraz okolic podjął Instytut Pamięci Narodowej, który umorzył sprawę w 2010 roku.

## Upamiętnienie
Wysiedlenia upamiętnione są w Brzezince dwoma pamiątkowymi tablicami.